# خانه سید محمد رفیعی (امام جمعه)
خانه سید محمد رفیعی (امام جمعه) مربوط به دوره قاجار است و در شهرستان نجف‌آباد، بخش مهردشت، شهر علویچه، خیابان امام خمینی، کوچه امام جمعه، پلاک ۱۵ واقع شده و این اثر در تاریخ ۲۸ اسفند ۱۳۸۵ با شمارهٔ ثبت ۱۸۳۸۸ به‌عنوان یکی از آثار ملی ایران به ثبت رسیده است.